# E-Prix de Hyderabad
El e-Prix de Hyderabad será una carrera de automovilismo válida para el Campeonato Mundial de Fórmula E, que se espera disputar en el Circuito callejero de Hyderabad, en Hyderabad, India.

## Historia
Hyderabad fue una de varias ciudades hindúes que presentaron una oferta para albergar una ronda del Campeonato de Fórmula E de la FIA, aunque solo se consideró seriamente después de que la Pandemia de COVID-19 detuviera las conversaciones entre la Formula E y los anfitriones propuestos en Delhi y Bombay. El 17 de enero de 2022, el Gobierno de Telangana firmó una "carta de intención" con la Fórmula E para organizar el e-Prix, con un debut previsto como ronda de la temporada 2022-23, hacia el comienzo de la temporada. El e-Prix se incluyó posteriormente en el primer calendario provisional para 2022-23 como la cuarta ronda de la temporada, con una fecha inicial de 11 de febrero de 2023.

## Ganadores
| Edición | Piloto           | Equipo    | Circuito  | Resultados |
| ------- | ---------------- | --------- | --------- | ---------- |
| 2022-23 | Jean-Éric Vergne | Penske-DS | Hyderabad | Resultados |